# Districtul Nong Don
Nong Don (în thailandeză หนองโดน) este un district (Amphoe) din provincia Saraburi, Thailanda, cu o populație de 13.876 de locuitori și o suprafață de 88,07 km².

## Componență
Districtul este subdivizat în 4 subdistricte (tambon), care sunt subdivizate în 34 de sate (muban).
| Nr. | Nume      | În thailandeză | Sate | Pop.  |
| --- | --------- | -------------- | ---- | ----- |
| 1.  | Nong Don  | หนองโดน        | 11   | 5,562 |
| 2.  | Ban Klap  | บ้านกลับ         | 10   | 4,214 |
| 3.  | Don Thong | ดอนทอง         | 8    | 2,792 |
| 4.  | Ban Prong | บ้านโปร่ง        | 5    | 1,617 |